# 1998-as strandlabdarúgó-világbajnokság
Az 1998-as strandlabdarúgó-világbajnokság volt a 4. világbajnokság a standfutball történetében. A tornát 1998. január 17. és január 25. között rendezték meg Brazíliában, Rio de Janeiróban. A világbajnoki trófeát a brazil csapat szerezte meg.

## Résztvevők
Rendező:
- Brazília (Dél-amerikai zóna)

Európai zóna
- Franciaország
- Olaszország
- Portugália
- Spanyolország

Dél-amerikai zóna
- Argentína
- Chile
- Peru
- Uruguay

Észak-amerikai zóna
- Egyesült Államok

## Eredmények

### Csoportkör
| Jelmagyarázat                 |
| ----------------------------- |
| Továbbjutott a csoportkörből. |
| Kiesett a csoportkörből.      |

#### A csoport
| Csapat        | M | Gy | D | V | G+ | G– | Gk  | P  |
| ------------- | - | -- | - | - | -- | -- | --- | -- |
| Brazília      | 4 | 4  | 0 | 0 | 38 | 6  | +32 | 12 |
| Peru          | 4 | 3  | 0 | 1 | 21 | 23 | –2  | 9  |
| Spanyolország | 4 | 2  | 0 | 2 | 17 | 22 | –5  | 6  |
| Argentína     | 4 | 1  | 0 | 3 | 13 | 19 | –6  | 3  |
| Olaszország   | 4 | 0  | 0 | 4 | 12 | 31 | –19 | 0  |

| 1998. január 17. |

| Brazília | 14–1 | Olaszország |
| -------- | ---- | ----------- |
|          |      |             |

| Copacabana |

| 1998. január 17. |

| Argentína | 4–5 | Peru |
| --------- | --- | ---- |
|           |     |      |

| Copacabana |

| 1998. január 18. |

| Spanyolország | 4–3 | Olaszország |
| ------------- | --- | ----------- |
|               |     |             |

| Copacabana |

| 1998. január 18. |

| Brazília | 9–2 | Peru |
| -------- | --- | ---- |
|          |     |      |

| Copacabana |

| 1998. január 19. |

| Peru | 7–4 | Olaszország |
| ---- | --- | ----------- |
|      |     |             |

| Copacabana |

| 1998. január 19. |

| Spanyolország | 5–2 | Argentína |
| ------------- | --- | --------- |
|               |     |           |

| Copacabana |

| 1998. január 20. |

| Peru | 7–6 | Spanyolország |
| ---- | --- | ------------- |
|      |     |               |

| Copacabana |

| 1998. január 20. |

| Brazília | 5–1 | Argentína |
| -------- | --- | --------- |
|          |     |           |

| Copacabana |

| 1998. január 21. |

| Argentína | 6–4 | Olaszország |
| --------- | --- | ----------- |
|           |     |             |

| Copacabana |

| 1998. január 21. |

| Brazília | 10–2 | Spanyolország |
| -------- | ---- | ------------- |
|          |      |               |

| Copacabana |

#### B csoport
| Csapat           | M | Gy | D | V | G+ | G– | Gk | P |
| ---------------- | - | -- | - | - | -- | -- | -- | - |
| Franciaország    | 4 | 3  | 0 | 1 | 17 | 15 | +2 | 9 |
| Uruguay          | 4 | 2  | 0 | 2 | 15 | 17 | –2 | 6 |
| Portugália       | 4 | 2  | 0 | 2 | 22 | 13 | +9 | 6 |
| Egyesült Államok | 4 | 2  | 0 | 2 | 13 | 14 | –1 | 6 |
| Chile            | 4 | 1  | 0 | 3 | 14 | 22 | –8 | 3 |

| 1998. január 17. |

| Portugália | 11–1 | Chile |
| ---------- | ---- | ----- |
|            |      |       |

| Copacabana |

| 1998. január 17. |

| Egyesült Államok | 4–2 | Uruguay |
| ---------------- | --- | ------- |
|                  |     |         |

| Copacabana |

| 1998. január 18. |

| Chile | 5–1 | Uruguay |
| ----- | --- | ------- |
|       |     |         |

| Copacabana |

| 1998. január 18. |

| Franciaország | 4–3 | Egyesült Államok |
| ------------- | --- | ---------------- |
|               |     |                  |

| Copacabana |

| 1998. január 19. |

| Franciaország | 3–2 | Portugália |
| ------------- | --- | ---------- |
|               |     |            |

| Copacabana |

| 1998. január 19. |

| Egyesült Államok | 4–3 | Chile |
| ---------------- | --- | ----- |
|                  |     |       |

| Copacabana |

| 1998. január 20. |

| Uruguay | 7–4 | Portugália |
| ------- | --- | ---------- |
|         |     |            |

| Copacabana |

| 1998. január 20. |

| Franciaország | 6–5 | Chile |
| ------------- | --- | ----- |
|               |     |       |

| Copacabana |

| 1998. január 21. |

| Portugália | 5–2 | Egyesült Államok |
| ---------- | --- | ---------------- |
|            |     |                  |

| Copacabana |

| 1998. január 21. |

| Uruguay | 5–4 | Franciaország |
| ------- | --- | ------------- |
|         |     |               |

| Copacabana |

### Egyenes kieséses szakasz

#### Elődöntők
| 1998. január 22. |

| Franciaország | 6–5 | Peru |
| ------------- | --- | ---- |
|               |     |      |

| Copacabana |

| 1998. január 23. |

| Brazília | 5–1 | Uruguay |
| -------- | --- | ------- |
|          |     |         |

| Copacabana |

#### Bronzmérkőzés
| 1998. január 24. |

| Uruguay | 6–3 | Peru |
| ------- | --- | ---- |
|         |     |      |

| Copacabana |

#### Döntő
| 1998. január 25. |

| Brazília | 9–2 | Franciaország |
| -------- | --- | ------------- |
|          |     |               |

| Copacabana |

| Az 1998-as strandlabdarúgó-világbajnokság győztese |
| -------------------------------------------------- |
| BRAZÍLIA 4. cím                                    |

## Külső hivatkozások
- rsssf.com (angolul)